# Knipowitschia cameliae
Knipowitschia cameliae és una espècie de peix de la família dels gòbids i de l'ordre dels perciformes.

## Morfologia
Les femelles poden assolir els 3,1 cm de longitud total.

## Distribució geogràfica
Es troba a la costa romanesa de la mar Negra.